# Anne-Catherine Menétrey
Pour les articles homonymes, voir Savary.
Anne-Catherine Menétrey-Savary, née le 29 janvier 1938 à Aigle (originaire de Poliez-le-Grand), est une personnalité politique et écrivaine vaudoise, membre du Parti ouvrier et populaire (POP) puis des Verts.

## Biographie
Anne-Catherine Menétrey-Savary naît le 29 janvier 1938 à Aigle, dans le canton de Vaud. Elle est originaire de Poliez-le-Grand, dans le district du Gros-de-Vaud.
Elle passe son enfance à Ollon, puis à Pully. Fille d'un instituteur, elle suit pratiquement toutes ses études à Lausanne, jusqu'à sa licence en Lettres en 1961. Après ces études, elle enseigne pendant quelques années dans un collège secondaire lausannois, celui de l'Élysée. Elle entreprend ensuite des études de psychologie avec Jean Piaget à l'Université de Genève, tout en enseignant au Cycle d'orientation de Genève jusqu'en 1970. À la suite de cette formation, Anne-Catherine Menétrey-Savary travaille comme psychologue scolaire et comme conseillère en orientation[réf. nécessaire].
Députée du Parti ouvrier et populaire (POP) au Grand Conseil vaudois pendant 15 ans (de 1966 à 1980), elle quitte cette fonction en même temps que le parti en 1980. Elle défend les objecteurs de conscience et est membre du comité de défense de Lôzane bouge. Elle publie en 1979 un premier roman La Halte de midi, suivi trente ans plus tard par Borderline, à un compagnon disparu, paru aux Éditions d'en bas[réf. nécessaire].
En 1980, année de son divorce ainsi que de changement professionnel et politique, elle fonde le parti Alternative démocratique, devenu plus tard Alternative socialiste verte, pour se fondre dans les Verts. Après quatre années passées dans la recherche dans le domaine des médias, de 1984 à 2000, elle travaille à l'Institut suisse de prévention de l'alcoolisme et autre toxicomanies (ISPA), comme collaboratrice au département Prévention[réf. nécessaire].
En 1997, elle décide de déménager dans le village de Saint-Saphorin et en 1998, elle est élue députée des Verts au Grand Conseil vaudois jusqu'en 2000 puis Conseillère nationale de 1999 à 2007, elle exerce ce mandat à plein temps après son départ de l'ISPA au début de l'année 2000. Elle siège au sein de la Commission des affaires juridiques (CAJ) et, à partir de 2003, de la Commission de l'environnement, de l'aménagement du territoire et de l'énergie (CEATE).
Anne-Catherine Menétrey-Savary est membre du Groupement romand pour l'étude de l'alcoolisme et des toxicomanies, co-animatrice d'Info-prisons, membre de Pro Natura, du WWF suisse et de l'Association transports et environnement.